# Football League Centenary Tournament
Football League Centenary Tournament (även känd som the Mercantile Credit Football Festival) spelades den 16 till 17 april 1988 på Wembley Stadium för att fira att The Football League funnits 100 år. Kvalificeringen till tävlingen baserades på klubbarnas resultat under ett antal matcher under säsongen.
The Football League hade hoppats på större publik än de 41 500 som kom den första speldagen och de 17 000 som kom för att se andra speldagen.
Tävlingen vanns av Nottingham Forest, som slog Sheffield Wednesday i finalen på straffar. De vann trots att deras manager Brian Clough inte var med under tävlingen. Annars så stod Division Fyra-klubben Tranmere Rovers för den största överraskningen. Ett år tidigare var de nära att ramla ur The Football League och nu vann de över topplag som Wimbledon och Newcastle United, innan de förlorade på straffar i semifinalen mot Nottingham Forest. De kommande åren kom de att spela flera matcher på Wembley.

## Tävlingen
Kvalificeringsmatcher 

Aston Villa, Blackburn, Crystal Palace, Everton, Leeds, Liverpool, Luton, Man United, Newcastle, Nottingham Forest, Sheff Wed, Sunderland, Tranmere, Wigan, Wimbledon, Wolves
Den tävlingsdagen spelades 40 minuter långa matcher. På grund av den begränsade speltiden slutade många matcher mållösa och fick avgöras på straffar.
Åttondelsfinaler

Tranmere Rovers 1 - Wimbledon 0

Leeds United 0 - Nottingham Forest 3

Luton Town 0 - Manchester United 2

Aston Villa 0 - Blackburn Rovers 0 (Aston Villa vann på straffar)

Everton 1 - Wolves 1 (Everton vann på straffar)

Crystal Palace 0 - Sheffield Wednesday 0 (Sheffield Wednesday vann på straffar)

Wigan Athletic 0 - Sunderland 0 (Wigan Athletic vann på straffar) 

Liverpool 0 - Newcastle United 0 (Newcastle United vann på straffar)
Kvartsfinaler

Newcastle United 0 - Tranmere Rovers 2

Nottingham Forest 0 - Aston Villa 0 (Nottingham Forest vann på straffar)

Everton 0 - Manchester United 1

Sheffield Wednesday 1 - Wigan Athletic 1 (Sheffield Wednesday vann på straffar)
Semifinaler spelades på söndagen och var 60 minuter långa. 
Tranmere Rovers 2 - Nottingham Forest 2 (Nottingham Forest vann på straffar)
 
Sheffield Wednesday 2 - Manchester United 1
Final
Nottingham Forest 0 - Sheffield Wednesday 0 (Nottingham Forest vann på straffar)

## Andra jubileumsarrangemang
Football Leagues 100-årsjubileum firades med ett flertal evenemang säsongen 1987 och 1988, förutom ovan nämnda turnering. Andra evenemang var till exempel en match på Wembley mellan ett Football League XI-lag och Rest of the World XI (med Diego Maradona och Gary Lineker) i augusti 1987. En match med Football League-mästarna Everton mot Bayern München där Everton vann med 3-0 (detta under en tid då engelska lag inte fick delta i tävlingar som hölls av UEFA). I oktober 1988 spelades Mercantile Credit Centenary Trophy mellan de åtta lag som placerat sig bäst i Football League div 1 föregående säsong. Arsenal vann över Manchester United med 2-1 i finalen. Alla jubileumsarrangemang sponsrades av Mercantile Credit.